# Willi Holdorf
Willi Holdorf (Blomesche Wildnis, 17 febbraio 1940 – Achterwehr, 5 luglio 2020) è stato un multiplista tedesco, medaglia d'oro nella gara di decathlon ai Giochi olimpici di Tokyo 1964, per la Squadra Unificata Tedesca.

## Palmarès
| Anno | Manifestazione  | Sede  | Evento    | Risultato | Punteggio |
| ---- | --------------- | ----- | --------- | --------- | --------- |
| 1964 | Giochi olimpici | Tokyo | Decathlon | Oro       |           |